# Fryderyk August Oldenburg
Fryderyk August Oldenburg niem. Friedrich August von Oldenburg (ur. 16 listopada 1852 w Oldenburgu; zm. 24 lutego 1931 w Rastede) – był ostatnim wielkim księciem Wielkiego Księstwa Oldenburga. Panował w latach 1900–1918. 

## Życiorys

### Lata wczesne
Fryderyk August był najstarszym synem wielkiego księcia Mikołaja Fryderyka Piotra (1827–1900) i jego żony Elżbiety księżniczki Sachsen-Altenburg (1826–1896). Jego młodszym bratem był książę Jerzy Ludwik (1855–1939). Jako książę następca tronu otrzymał staranne wykształcenie. Był prowadzony przez prywatnego nauczyciela, a następnie szkolił się jako oficer. W latach 1871–1873 był studentem na uniwersytetach w Bonn, Lipsku i Strasburgu. Edukację zakończył siedmiomiesięczną podróżą po Azji Mniejszej, Palestynie, Egipcie i Włoszech. 

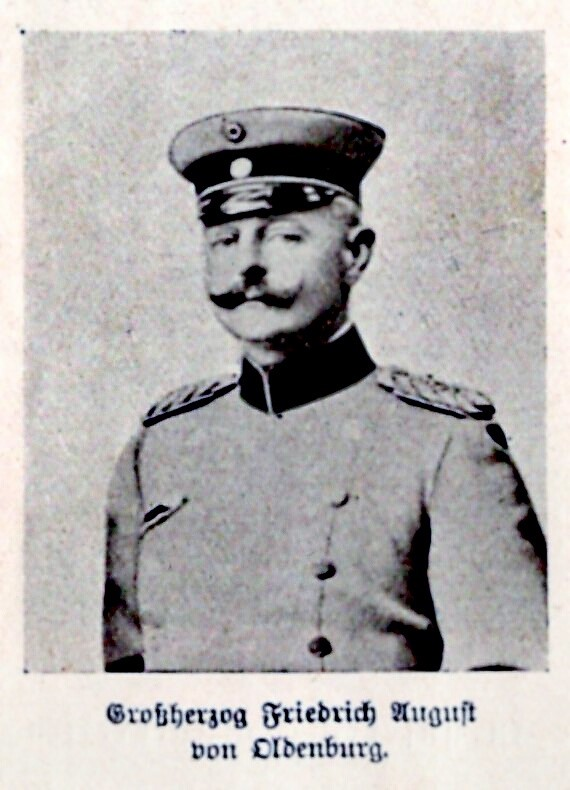
Fryderyk August von Oldenburg

### Panowanie
Rządy Fryderyka Augusta rozpoczęły się 13 lipca 1900 roku, w dniu śmierci jego ojca. Fryderyk August rządził konserwatywnie jak typowy przedstawiciel ery wilhelmińskiej, choć wskutek złych decyzji u progu panowania i z powodu chęci uzyskania większych nakładów finansowch na listę cywilną, zmuszony został do ustępstw na rzecz frakcji liberalnej w parlamencie. Jako naczelny dowódca armii Wielkiego Księstwa Oldenburga brał udział w I wojnie światowej. Nominalnie dowodził oldenburskim pułkiem dragonów. W następstwie wydarzeń rewolucji listopadowej 1918 roku dnia 11 listopada abdykował i wyjechał do zamku w Rastede. 

### Zainteresowania i pasje
Fryderyk August przez całe życie okazywał zamiłowanie do podróży morskich i marynarki wojennej. Patronował rozbudowie dróg i szlaków wodnych i budowie oldenburskiego portu. Wynalazł chronioną przez DRP (Deutsches Reichspatentamt), czyli niemiecki urząd patentowy oraz wiele zagranicznych urzędów patentowych, śrubę napędową do statku tzw. „Niki Propeller” (Niki-Śmigło). Poprosił przodującego niemieckiego producenta okrętowych śrub napędowych Hamburską Firmę Theodor Zeise, aby tę śrubę dla niego zbudowała. Ze względu na wysokie kompetencje w kwestiach morskich cesarz Wilhelm II mianował go, jako jedynego niemieckiego władcę na admirała Cesarskiej Marynarki Wojennej.

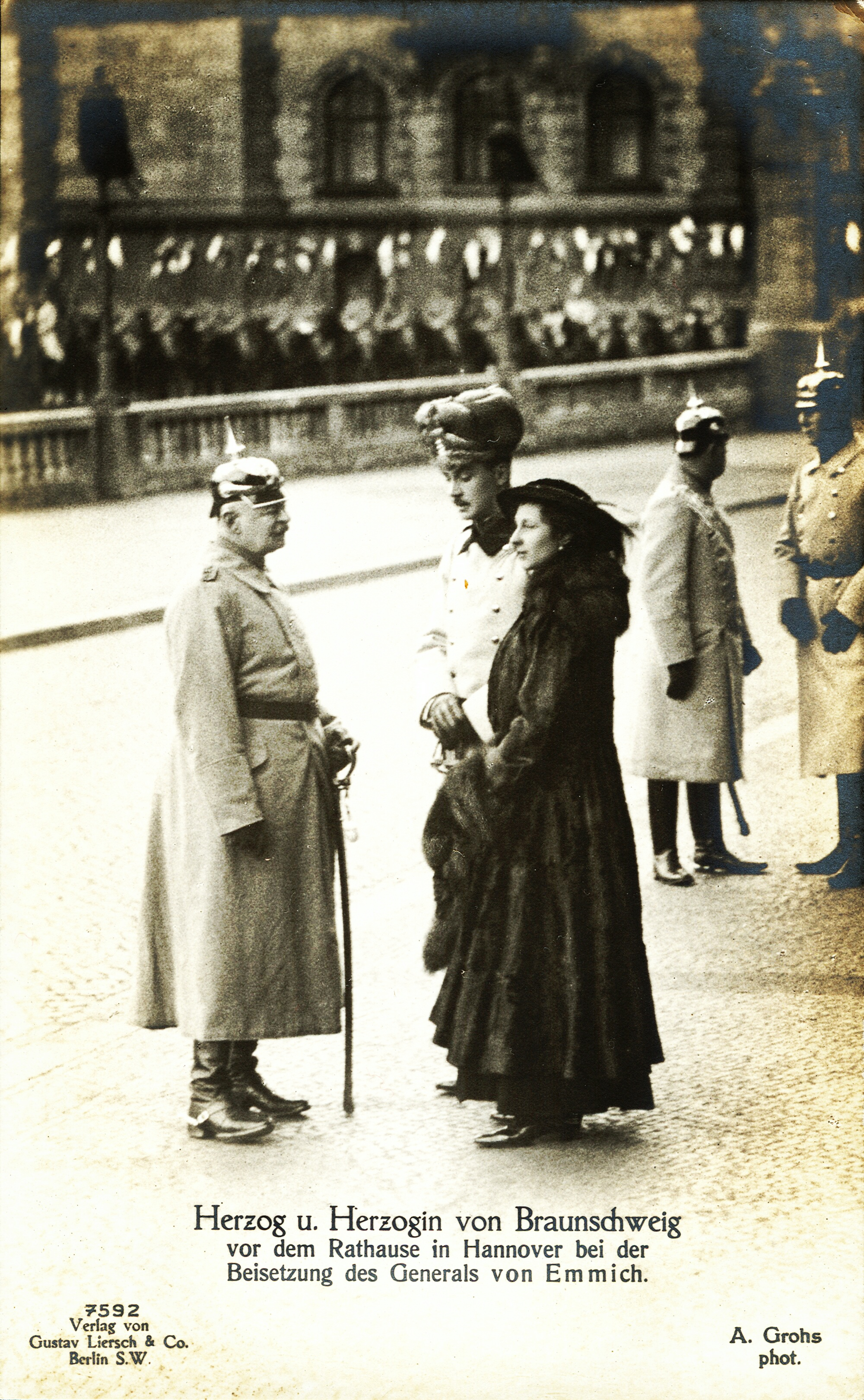
Wielki Książę Fryderyk August, książę Ernest August III Hanowerski i Wiktoria Luiza Pruska

### Małżeństwa i potomstwo
18 lutego 1878 roku dziedzic tronu Fryderyk August poślubił księżniczkę Elżbietę Annę Pruską (1857–1895). Z małżeństwa tego urodziły się dwie córki:
- Zofia Karolina (1879–1964),

∞ 1906 Eitel Fryderyk Hohenzollern (1883–1942)
- Małgorzata (1881–1882).

Po śmierci pierwszej żony Fryderyk August 24 października 1896 roku w Schwerinie poślubił księżniczkę Elżbietę Aleksandrę Mecklenburg-Schwerin (1869–1955). Para doczekała się pięcioro dzieci:
- Mikołaj Fryderyk Wilhelm (1897–1970),

∞ 1921 Helena Waldeck-Pyrmont (1899–1948)
- Fryderyk August (1900–1900),
- Aleksandra (1900–1900),
- Ingeborg Alicja (1901–1996),

∞ 1921 Stephan zu Schaumburg-Lippe (1891–1965)
- Altburg Maria (1903–2001),

∞ 1922 Josias zu Waldeck und Pyrmont (1896–1967).

## Odznaczenia
- Order Zasługi Piotra Fryderyka Ludwika (Wielki Mistrz, Oldenburg)
- Order Orła Czarnego (Prusy)[4]
- Order Świętego Huberta (Bawaria)[4]
- Order Świętego Andrzeja (Rosja)[4]
- Order Annuncjaty (Włochy)[4]
- Order Korony Rucianej (Saksonia)[4]
- Królewski Order Wiktoriański (Wielka Brytania, 1907)[4]
- Order Słonia (Dania, 1909)[4]
- Krzyż Żelazny I i II klasy (Prusy)